# Dirinaria flava
Dirinaria flava är en lavart som först beskrevs av Johannes Müller Argoviensis, och fick sitt nu gällande namn av C.W. Dodge 1971. Dirinaria flava ingår i släktet Dirinaria och familjen Caliciaceae.   Inga underarter finns listade i Catalogue of Life.